# Klee (groupe)
Pour les articles homonymes, voir Klee.
Klee est un groupe allemand de pop rock, originaire de Cologne.

## Histoire
Dans les années 1990, Tom Deininger, Sten Servaes et Suzie Kerstgens étaient membres du groupe allemand Ralley et ont enregistré les albums Ralley (1997) et 1, 2, 3, 4 (1999). Un grave accident de la route en 1999 les oblige à faire une pause de trois ans pour permettre à Deininger et Servaes de se remettre complètement de leurs blessures. Le trio se reforme en 2002 sous le nom de Klee Selon Kerstgens, le nouveau nom du groupe s'inspire de l'œuvre du peintre allemand Paul Klee, et fait également allusion au trèfle à quatre feuilles comme symbole de chance. Le changement de nom du groupe s'accompagne également d'un changement de style, passant de la pop à guitares à l'electropop.
En 2002, le single Erinner dich du premier album de Klee, Unverwundba, sort. Le single reste une semaine dans le top 100 du classement allemand des singles, à la 94e place.
En juillet 2004, Klee sort son deuxième album, Jelängerjelieber, dont le premier single, 2 Fragen, attire l'attention des radios et télévisions allemandes. En novembre 2004, Klee se fait connaître davantage en interprétant Gold, un autre single de l'album, dans l'émission Sarah Kuttner - Die Show sur MTV Allemagne. Le groupe a ensuite représenté le Land de Sarre au Concours fédéral de la chanson 2005 avec Gold, terminant à la 10e place avec 37 points,,. Gold reste neuf semaines dans le classement allemand des singles, où il atteint la 54e place. Une version américaine de Jelängerjelieber, intitulée Honeysuckle, est publiée en juillet 2006 par le label américain Minty Fresh. Pour cet album, trois chansons sont réenregistrées en anglais : Für alle, die, Tausendfach et Gold, dont les titres anglais officiels sont This Is for Everyone, A Thousand Ways et Gold,.
Le troisième album de Klee, Zwischen Himmel und Erde, sort en août 2006 et se classe pour la première fois dans le top 20 en Allemagne, à la 17e place. Une chanson de l'album, Die Stadt, sort plus tôt en juillet 2006 en tant que single et atteint la 55e place dans les charts allemands. Zwischen Himmel und Erde poursuit la tendance amorcée avec Jelängerjelieber, à savoir que la musique de Klee s'appuie moins sur les sons électroniques et accorde plus d'importance aux sons de la guitare,.
En juillet 2008, Klee sort le single Zwei Herzen, qui devient le premier single du groupe à se classer dans le top 30 allemand, à la 29e place. Le single est extrait du quatrième album de Klee, Berge versetzen, qui sort en août 2008 et se classe à la 15e place du classement allemand des albums Le deuxième single de l'album, la chanson-titre Berge versetzen, sort plus tard en 2008 et atteint la 57e place du classement des singles en Allemagne.
En 2010, Deininger se sépare de Kerstgens et Servaes, et le duo quitte le groupe pour enregistrer le cinquième album de Klee, Aus lauter Liebe, qui sort en août 2011 et qui est le plus grand succès du groupe à ce jour, se classant à la sixième place du classement des albums en Allemagne. Le single Willst du bei mir bleiben atteint la 29e place du classement allemand des singles. Aus lauter Liebe montre une évolution du son de Klee, avec plusieurs chansons aux accents de chanson,.
Le sixième album de Klee, Hello Again, sort en août 2015, avec des reprises de chansons de schlager influencées par la bossa nova, comme Hello Again de Howard Carpendale et Du bist nicht allein de Roy Black. L'idée de faire cet album est née par hasard pendant l'enregistrement du prochain album studio de Klee, qui doit sortir en 2016. Hello Again se classe à la 23e place du classement allemand des albums.

## Discographie

### Albums studio
- 1997 : Ralley
- 1999 : 1, 2, 3, 4
- 2003 : Unverwundbar
- 2004 : Jelängerjelieber / Honeysuckle
- 2006 : Zwischen Himmel und Erde
- 2008 : Berge versetzen
- 2011 : Aus lauter Liebe
- 2015 : Hello Again
- 2021 : Trotzalledem